# Metjolkine
Metjolkine (ukrainisch Метьолкіне; russisch Метёлкино/Metjolkino) ist eine Siedlung städtischen Typs im Westen der ukrainischen Oblast Luhansk mit etwa 700 Einwohnern.
Metjolkine wurde 1694 zum ersten Mal schriftlich erwähnt und wurde 1958 zu einer Siedlung städtischen Typ erhoben, die Oblasthauptstadt Luhansk befindet sich 68 Kilometer östlich des Ortes.
Am 12. Juni 2020 wurde die Siedlung ein Teil der neugegründeten Stadtgemeinde Sjewjerodonezk (5 Kilometer westlich gelegen), bis dahin war sie ein Teil der Siedlungsratsgemeinde Syrotyne (4 Kilometer südwestlich gelegen) welche wiederum ein Teil der Stadtratsgemeinde Sjewjerodonezk war die direkt unter Oblastverwaltung stand und im Norden des ihn umschließenden Rajons Popasna lag.
Seit dem 17. Juli 2020 ist sie ein Teil des Rajons Sjewjerodonezk.